# 38-cm-Schnelladekanone L/45

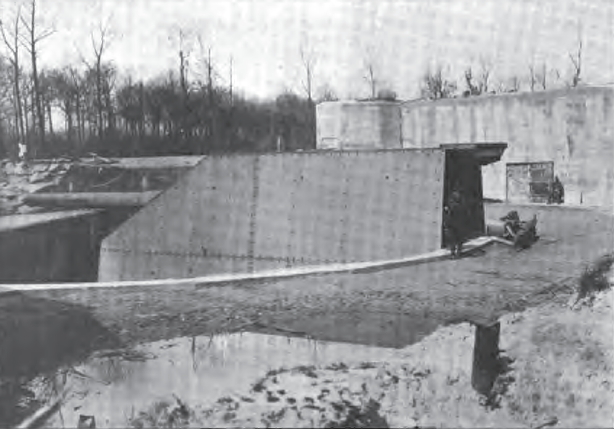
38-cm-Geschütz „Langer Max“ in der Batterie Pommern in Koekelare (Leugenboom)

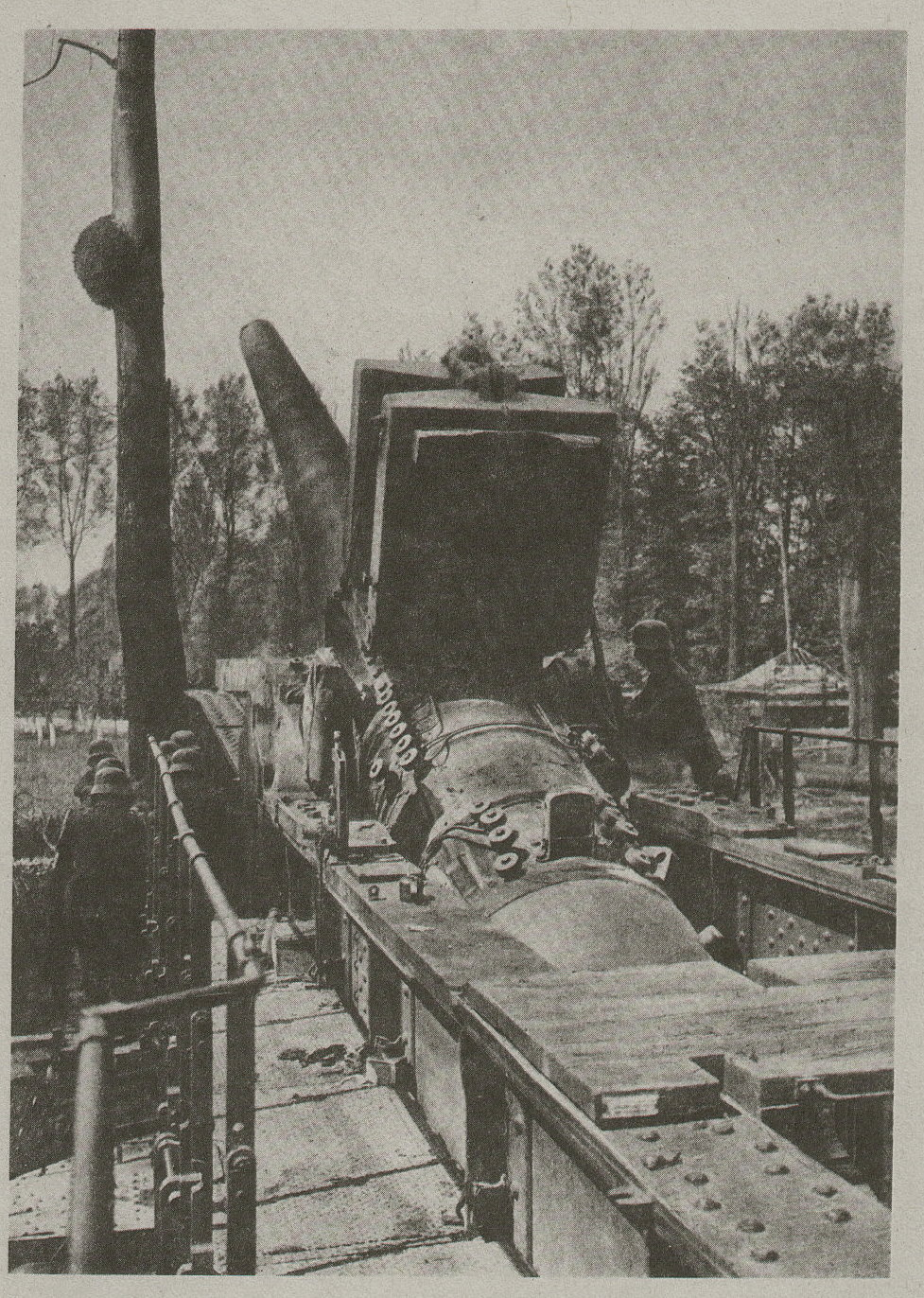
38-cm-Schnellladekanone

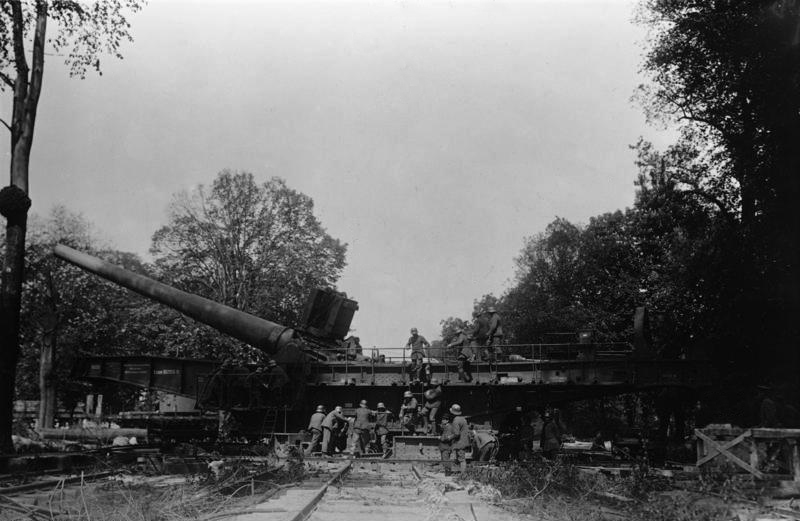
„Langer Max“ als Bettungsgeschütz an der Westfront, Mai 1918

Die 38-cm-Schnelladekanone L/45 (38-cm-S.K. L/45) war ein im Ersten Weltkrieg eingesetztes Geschütz der Kaiserlichen Marine und des deutschen Heeres. Ursprünglich als Schiffsgeschütz konzipiert, kam es unter Bezeichnung 38-cm-Geschütz Max bzw. Langer Max auch zum Landeinsatz. Es wurde ebenso wie die „Dicke Bertha“ von der Firma Krupp als alleinigem Hersteller schwerer und schwerster Geschütze produziert.
Die „38-cm SK L/45“ besaß ein Rohr mit dem Innendurchmesser von 38 cm und zählt damit zu den größten damals eingesetzten Kalibern. Ihre Reichweite betrug bis zu 48 km.
Auf Basis der „38-cm SK L/45“ wurde das sogenannte Paris-Geschütz („Lange 21-cm-Kanone in 38-cm-Schießgerüst“) mit 176 Kaliberlängen entwickelt.

## Ursprünge
Ihren Ursprung hatten diese Geschütze als Hauptbewaffnung – jeweils zwei Geschütze in vier Türmen zusammengefasst – der deutschen Großlinienschiffe der Bayern-Klasse, von denen nur die Bayern und die Baden bis zum Ende des Ersten Weltkriegs fertiggestellt wurden. Ebenfalls waren sie für die Schlachtkreuzer der Ersatz-Yorck-Klasse vorgesehen, die nicht fertiggestellt wurden.
Mit dem Beginn des Stellungskrieges im Jahr 1914 wurde das Fehlen schwerer und überschwerer Artillerie auf deutscher Seite bemerkbar; zahlreiche Improvisationen entstanden in aller Eile. Den Umbau der ursprünglich für Schiffe vorgesehenen Geschütze für den Landeinsatz betreute der Chef des Waffendepartements im Reichsmarineamt, Vizeadmiral Maximilian Rogge, nach dem das Geschütz auch die Bezeichnung „Max“ erhielt.
Der „Lange Max“ konnte sowohl als reines Eisenbahngeschütz als auch als Bettungsgeschütz eingesetzt werden, wozu je nach Bauweise eine Schießkurve oder eine bis zu 360° drehbare Bettung vorgesehen waren. Als Küstengeschütze in festen Bettungen wurden fünf 38-cm-SK-L/45 in den Batterien Pommern und Deutschland an der flandrischen Küste vom Marinekorps Flandern eingesetzt.
Die Geschützbank-Variante war im Aufbau aufwändig: Zwischen zwei Eisenbahnwaggons wurde die Barbette über eine Bettung gefahren. Diese Bettung war mit Beton ausgegossen. Der Auf- und Abbau dieser Anlage dauerte relativ lange. So wurde das Geschütz meist weit hinter der Front aufgebaut. Die Schlacht um Verdun wurde am 21. Februar 1916 um 08:12 Uhr deutscher Zeit mit Schüssen des „Langen Max“ im Wald von Warphemont eröffnet.
Stellungen einiger Bettungsgeschütze, von denen noch bauliche Reste vorhanden sind:
| Standort                                  | Land | Koordinaten                     | Ziel                                         |
| ----------------------------------------- | ---- | ------------------------------- | -------------------------------------------- |
| Duzey (Bois de Warphemont)                | F    | 49° 21′ 32″ N, 5° 36′ 17,9″ O   | Verdun                                       |
| Muzeray (Bois de Watlemont)               | F    | 49° 19′ 16,2″ N, 5° 37′ 18,5″ O | Verdun                                       |
| Loison (Ferme Sorel)                      | F    | 49° 17′ 50,8″ N, 5° 34′ 55,2″ O | Verdun                                       |
| Semide                                    | F    | 49° 19′ 50,9″ N, 4° 36′ 13,3″ O | Mourmelon-le-Grand, Suippes                  |
| Saint-Hilaire-le-Petit (sous la Meurière) | F    | 49° 15′ 41,4″ N, 4° 22′ 2,1″ O  | Châlons-sur-Marne, Sainte-Menehould, Suippes |
| Coucy-le-Château-Auffrique (le Montoir)   | F    | 49° 31′ 41,4″ N, 3° 18′ 18,7″ O | Compiègne, Fismes, Villers-Cotterêts         |
| Zillisheim                                | F    | 47° 40′ 46,1″ N, 7° 18′ 20,1″ O | Belfort, Wesserling                          |
| Hampont (le Chaumont)                     | F    | 48° 49′ 41,3″ N, 6° 33′ 28,6″ O | Nancy, Dombasle-sur-Meurthe, Lunéville       |
| Predikboom                                | B    | 51° 0′ 25,5″ N, 2° 54′ 41,6″ O  | Dünkirchen, Bergues                          |
| Leugenboom                                | B    | 51° 7′ 11,4″ N, 2° 58′ 52″ O    | Dünkirchen, Ypern, Les Moëres                |

## Technische Daten
- Kaliber: 38 cm
- Länge: 31,60 m
- Gewicht: 274 t

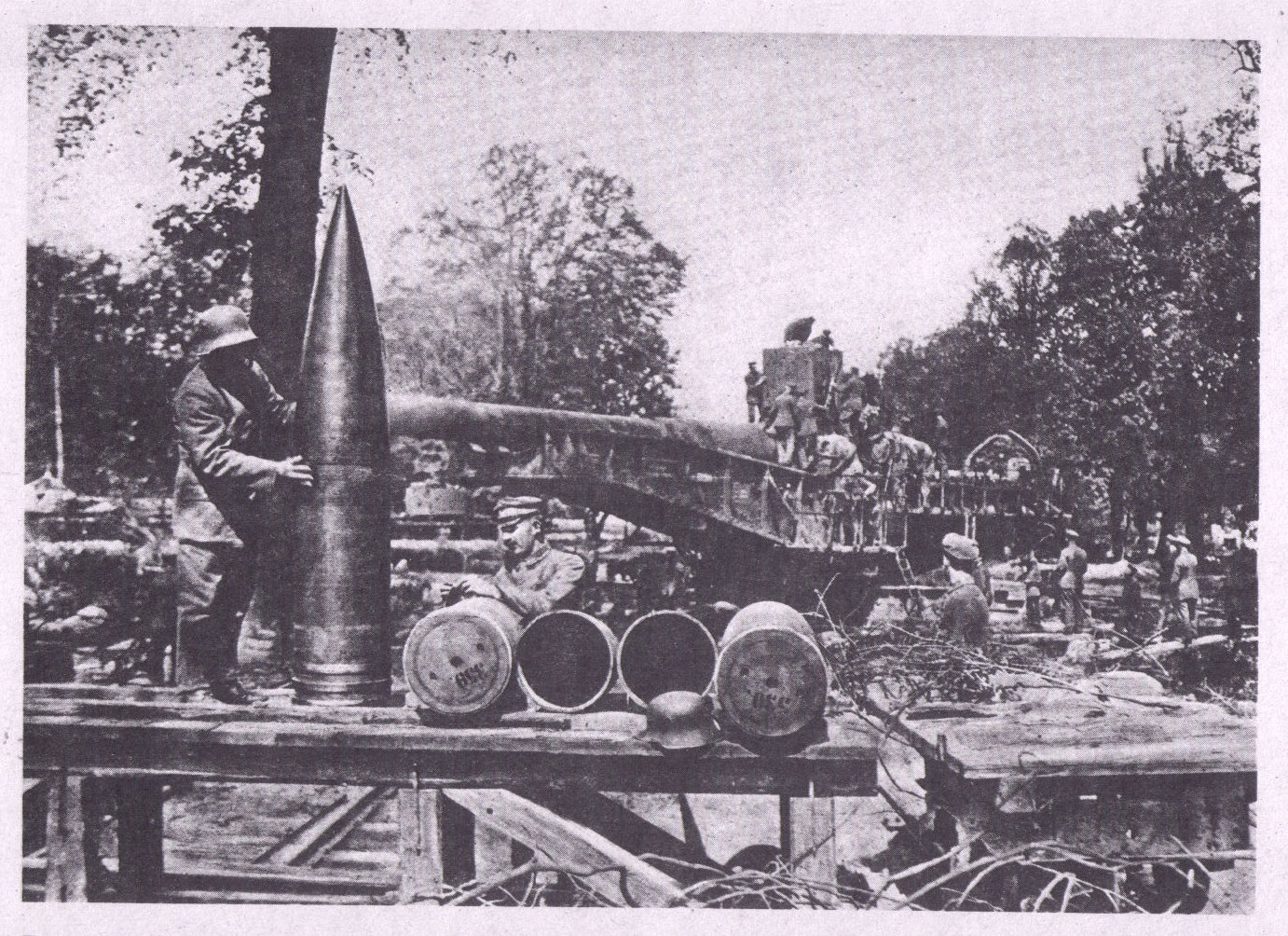
38-cm-Granaten für Schnellladekanone

- Höhenrichtbereich: −5° bis +55° (feste Bettung), −5° bis +18,5° (als Eisenbahngeschütz)
- Seitenrichtbereich: 4° (als Eisenbahngeschütz)
- Mündungsgeschwindigkeit: ca. 820 m/s
- Höchstschussweite: 47,5 km

## Museale Rezeption
Seit 2014 existiert im belgischen Koekelare das Lange Max Museum, welches sich der dort befindlichen Stellung des Geschützes sowie der deutschen Besetzung Belgiens während des Ersten Weltkriegs widmet.